# Татарка (Осиповичский район)
Тата́рка (бел. Тата́рка) — рабочий посёлок в Осиповичском районе Могилёвской области Беларуси. Административный центр Татарковского сельсовета. Расположен в 29,5 км к северо-западу от Бобруйска, в 12 км к юго-востоку от Осипович, в 148 км от Могилёва. Железнодорожная станция на линии Минск—Бобруйск.
Численность населения — 427 человек (на 1 января 2025 года).

## Этимология
Название станции дано по названию расположенного вблизи населённого пункта Татарковичи.

## История
Во 2-й половине XIX века деревня в Бобруйском уезде. С 1873 — станция Либава-Роменской железной дороги. С 1924 в Осиповичском районе Бобруйского округа, с 1938 в Могилёвской области. В 1944—1954 в Бобруйской области. С 1949 рабочий поселок.

## Экономика
Торфопредприятие «Татарка», лесничество, цех кройки и шитья Осиповичского комбината бытового обслуживания населения.

## Население
Численность населения — 427 человек (на 1 января 2025 года). Численность населения — 438 человек (на 1 января 2023 года).

### Динамика
- 1960 год  — 3500 человек
- 2016 год — 720 человек
- 2020 год — 500 человек
- 2023 год — 438 человек[3]
- 2025 год — 427 человек[2]

## Культура
- Дом культуры
- Музей ГУО "Татарковская средняя школа"

## Достопримечательность
- Братская могила советских воинов и партизан, погибших в Великую Отечественную войну —  Историко-культурная ценность Республики Беларусь, шифр 513Д000056.
- Мемориал памяти жителям Татарки, погибшим на фронтах и в партизанских отрядах в годы Великой Отечественной войны.
- Мемориал погибшим при освобождении Татарки.
- Памятник В. И. Ленину.